# Schickard (cràter)

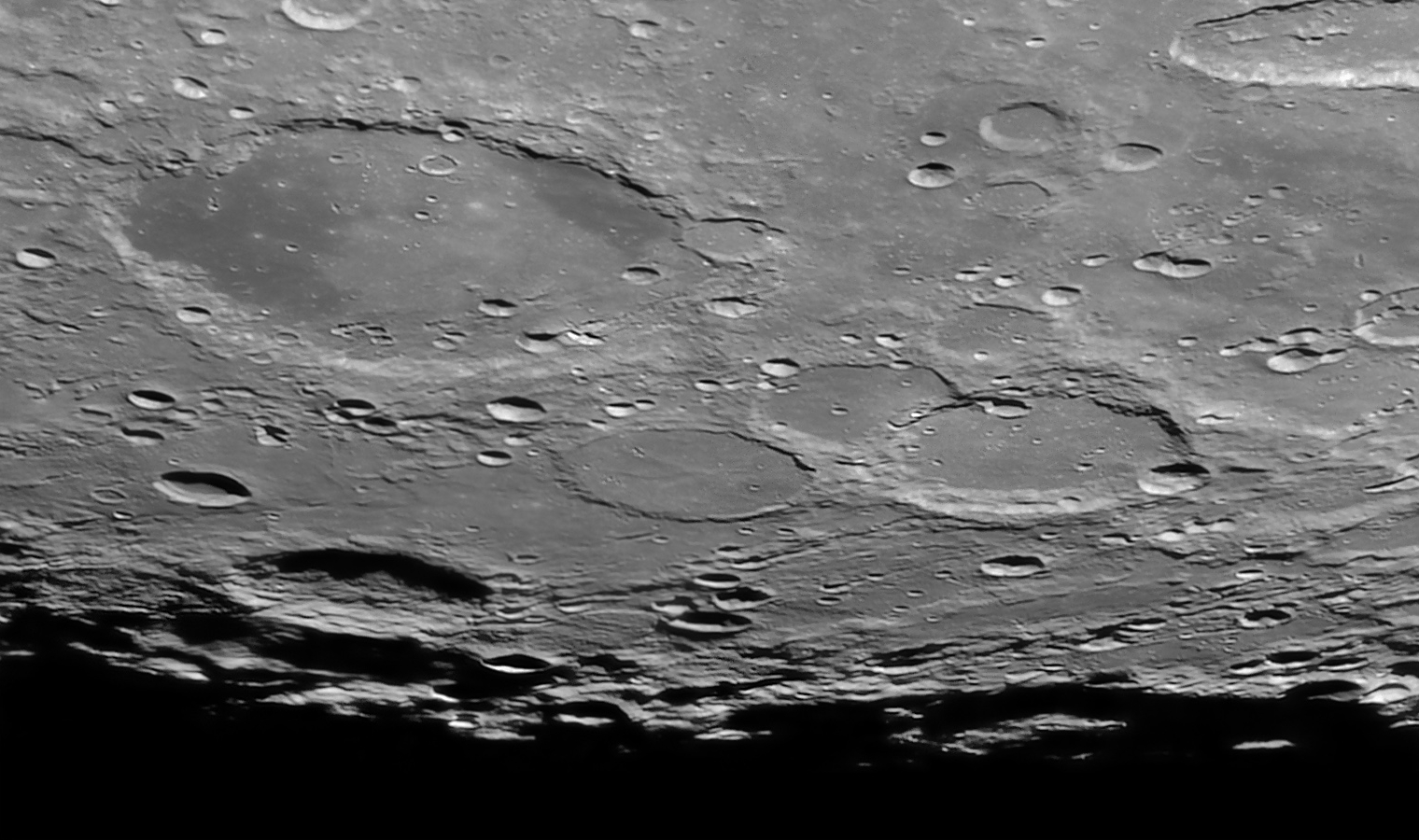
Vista des de la Terra de Schickard, a dalt a l'esquerra. Nasmyth, Phocylides, i Wargentin apareixen a la dreta.

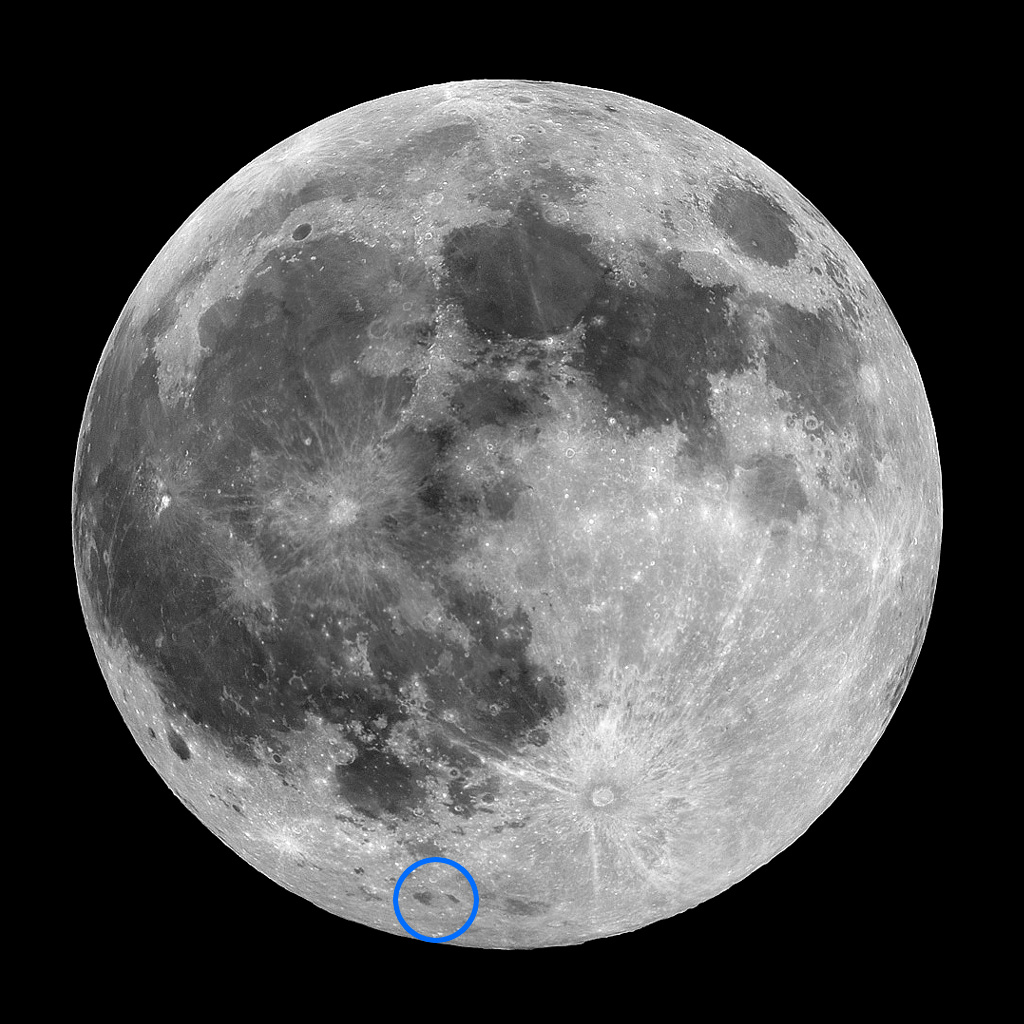
Posició d'Schickard sobre el globus lunar

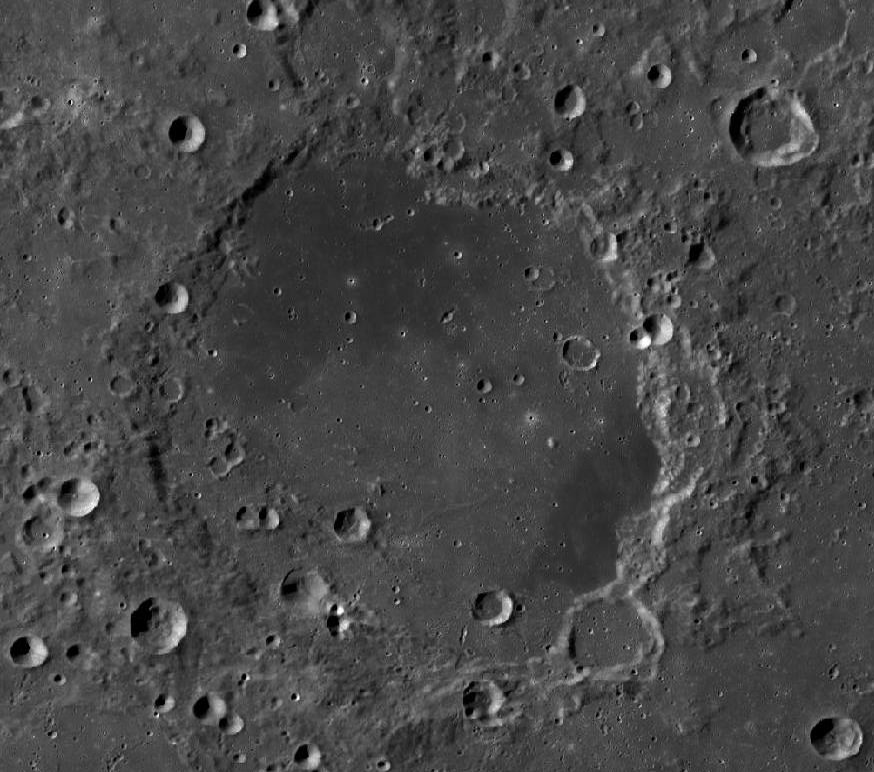
Fotografia de la missió Lunar Reconnaissance Orbiter

Schickard és un cràter d'impacte lunar del tipus denominat plana emmurallada. Es troba en el sector sud-oest de la Lluna, prop del terminador lunar. En conseqüència, el seu aspecte és allargat a causa de l'escorç. Al costat del bord nord es troba el cràter més petit Lehmann, i al nord-est apareix Drebbel, encara més petit. Al sud-oest de Schickard jeu Wargentin, un altiplà inundat de lava.

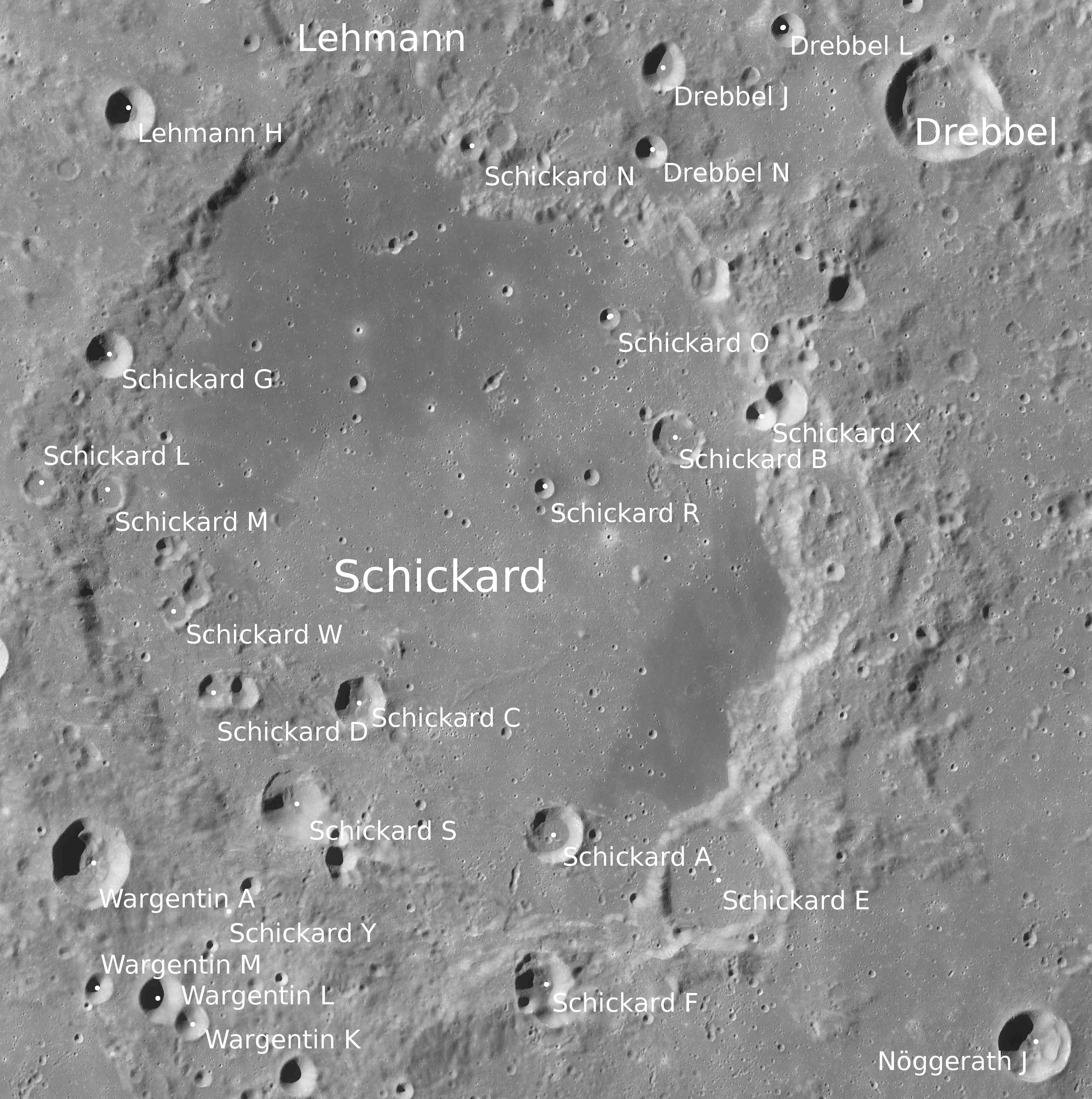
Entorn d'Schickard. Fotografia de la missió Lunar Reconnaissance Orbiter

Schickard té una vora desgastada coberta en diversos llocs per cràters d'impacte més petits. El més prominent d'aquests és l'irregular Schickard Y, que travessa la vora sud-oriental. El sòl d'Schickard ha estat parcialment inundat per la lava, deixant només la part sud-oest de textura rugosa al descobert.
El sòl d'Schickard està marcat amb una banda triangular de material més clar d'alt albedo, deixant zones relativament més fosques al nord i al sud-est. Aquest element és més prominent quan el Sol està en un angle relativament alt. També presenta diversos petits impactes de cràters en el sòl, sobretot en el sud-est.

## Cràters satèl·lit
Per convenció aquests elements són identificats en els mapes lunars posant la lletra en el costat del punt central del cràter que està més proper a Schickard.
|           | \| Schickard \| Coordenades \| Diàmetre \| \| --------- \| ------------------------------------ \| -------- \| \| A \| 46° 54′ S, 53° 36′ O / 46.9°S,53.6°O \| 14 km \| \| B \| 43° 36′ S, 51° 54′ O / 43.6°S,51.9°O \| 13 km \| \| C \| 45° 48′ S, 55° 48′ O / 45.8°S,55.8°O \| 13 km \| \| D \| 45° 42′ S, 57° 24′ O / 45.7°S,57.4°O \| 9 km \| \| E \| 47° 12′ S, 51° 36′ O / 47.2°S,51.6°O \| 32 km \| \| F \| 48° 06′ S, 53° 36′ O / 48.1°S,53.6°O \| 17 km \| \| G \| 43° 00′ S, 58° 54′ O / 43.0°S,58.9°O \| 12 km \| \| H \| 43° 30′ S, 62° 12′ O / 43.5°S,62.2°O \| 16 km \| \| J \| 45° 00′ S, 62° 06′ O / 45.0°S,62.1°O \| 11 km \| \| K \| 43° 54′ S, 63° 48′ O / 43.9°S,63.8°O \| 16 km \| \| L \| 44° 06′ S, 59° 36′ O / 44.1°S,59.6°O \| 7 km \| \| M \| 44° 12′ S, 58° 54′ O / 44.2°S,58.9°O \| 7 km \| \| N \| 41° 18′ S, 54° 36′ O / 41.3°S,54.6°O \| 6 km \| \| P \| 42° 54′ S, 48° 18′ O / 42.9°S,48.3°O \| 92 km \| \| Q \| 42° 42′ S, 52° 54′ O / 42.7°S,52.9°O \| 5 km \| \| R \| 44° 06′ S, 53° 36′ O / 44.1°S,53.6°O \| 5 km \| \| S \| 46° 36′ S, 56° 42′ O / 46.6°S,56.7°O \| 15 km \| \| T \| 44° 48′ S, 50° 12′ O / 44.8°S,50.2°O \| 4 km \| \| W \| 45° 00′ S, 57° 48′ O / 45.0°S,57.8°O \| 7 km \| \| X \| 43° 36′ S, 51° 06′ O / 43.6°S,51.1°O \| 8 km \| \| Y \| 47° 18′ S, 57° 12′ O / 47.3°S,57.2°O \| 5 km \| |          |
| Schickard | Coordenades | Diàmetre |
| A         | 46° 54′ S, 53° 36′ O / 46.9°S,53.6°O | 14 km    |
| B         | 43° 36′ S, 51° 54′ O / 43.6°S,51.9°O | 13 km    |
| C         | 45° 48′ S, 55° 48′ O / 45.8°S,55.8°O | 13 km    |
| D         | 45° 42′ S, 57° 24′ O / 45.7°S,57.4°O | 9 km     |
| E         | 47° 12′ S, 51° 36′ O / 47.2°S,51.6°O | 32 km    |
| F         | 48° 06′ S, 53° 36′ O / 48.1°S,53.6°O | 17 km    |
| G         | 43° 00′ S, 58° 54′ O / 43.0°S,58.9°O | 12 km    |
| H         | 43° 30′ S, 62° 12′ O / 43.5°S,62.2°O | 16 km    |
| J         | 45° 00′ S, 62° 06′ O / 45.0°S,62.1°O | 11 km    |
| K         | 43° 54′ S, 63° 48′ O / 43.9°S,63.8°O | 16 km    |
| L         | 44° 06′ S, 59° 36′ O / 44.1°S,59.6°O | 7 km     |
| M         | 44° 12′ S, 58° 54′ O / 44.2°S,58.9°O | 7 km     |
| N         | 41° 18′ S, 54° 36′ O / 41.3°S,54.6°O | 6 km     |
| P         | 42° 54′ S, 48° 18′ O / 42.9°S,48.3°O | 92 km    |
| Q         | 42° 42′ S, 52° 54′ O / 42.7°S,52.9°O | 5 km     |
| R         | 44° 06′ S, 53° 36′ O / 44.1°S,53.6°O | 5 km     |
| S         | 46° 36′ S, 56° 42′ O / 46.6°S,56.7°O | 15 km    |
| T         | 44° 48′ S, 50° 12′ O / 44.8°S,50.2°O | 4 km     |
| W         | 45° 00′ S, 57° 48′ O / 45.0°S,57.8°O | 7 km     |
| X         | 43° 36′ S, 51° 06′ O / 43.6°S,51.1°O | 8 km     |
| Y         | 47° 18′ S, 57° 12′ O / 47.3°S,57.2°O | 5 km     |